# Olivier Bouba-Olga
Olivier Bouba Olga es un profesor y economista francés nacido en 1968, maestro de conferencias en la Facultad de Ciencias Económicas de Poitiers (Universidad de Poitiers), investigador en el Centre de recherche en intégration économique et financière (CRIEF) y también en el Laboratorio TEIR (Territoire, Industrie, Réseaux), Maestro de Conferencias en el Primer Ciclo "Amérique Latine, Espagne, Portugal" del Instituto de Estudios Políticos de París.
Sus numerosas investigaciones se orientaron principalmente a la "economía de la empresa", la "economía de la innovación", y el "análisis del desarrollo económico local".
Fue administrador de un blog, y participó y participa activamente en varios sitios de actualidad y de debates económicos.[¿dónde?]
Hasta el año 2007, fue director adjunto de la formación profesionalizante Master Professionnel Aménagement, master en el que aún enseña actualmente.